# 白金比
白金比（はっきんひ、英語: platinum ratio）は、プラチナ比とも呼ばれ、
{\displaystyle 1:{\sqrt {3}}}
の比である。近似値は1:1.732。貴金属比ではない。正三角形の底辺の1/2の長さとその正三角形の高さの比に等しい定数である。